# Südkoreanische Badmintonmeisterschaft 1989
Die Südkoreanische Badmintonmeisterschaft 1989 fand Ende Dezember 1989 in Seoul statt. Es war die 32. Austragung der nationalen Titelkämpfe  im Badminton Südkoreas.

## Finalergebnisse
| Disziplin    | Sieger                       | Finalist                      | Ergebnis         |
| ------------ | ---------------------------- | ----------------------------- | ---------------- |
| Herreneinzel | Choi Sang-beom               | Lee Kwang-jin                 | 2-1              |
| Dameneinzel  | Lee Young-suk                | Lee Heung-soon                | 2-11, 11-5, 11-7 |
| Herrendoppel | Park Joo-bong Kim Jong-woong | Lee Deuk-choon Kim Jae-hwan   | 2-0              |
| Damendoppel  | Lee Young-suk Gil Young-ah   | Shim Eun-jung Choi Gil-soon   | 2-0              |
| Mixed        | Kim Moon-soo Chung Myung-hee | Lee Deuk-choon Chung So-young | 2-1              |